# STS-133
La missió STS-133 (vol d'acoblament ULF5) va ser l'última missió prevista del transbordador espacial Discovery dins del programa del Transbordador Espacial. La missió, que originalment va ser programada per al seu llançament l'1 de novembre de 2010, va haver de ser reprogramada en 9 ocasions fins al seu llançament al 24 de febrer de 2011 a les 4:50 am EST. Comandat per Steve Lindsey, únic comandant de la història del transbordador a aconseguir 5 vols de Transbordador, el vol portar el Mòdul multipropòsit "Leonardo" a l'Estació Espacial Internacional i el va deixar acoblat a aquesta de manera permanent. També va portar amb si el tercer de 4 ELCs (Express Logistic Carrier), un Robot humanoide anomenat "Robonaut 2" i el DE (SpaceX s Dragon-Eye). A més d'altres components i objectes d'ús terrestre (com banderes, maons LEGO, i insígnies en honor del final del programa del transbordador espacial). La missió va constituir el trigésimonoveno i últim vol del transbordador espacial Discovery ia la vegada el vol 133 del programa del transbordador espacial, que va començar el 12 d'abril de 1981, sent aquesta la penúltima missió del programa i la primera de l'any (2011).

## Tripulació
- Steve Lindsey (5) - Comandant
- Eric Boe (2) - Pilot
- Alvin Drew (2) - Especialista 1 de missió
- Steve Bowen (2) - Especialista de 2 de missió (FE)
- Michael Barratt (2) - Especialista 3 de missió
- Nicole Stott (2) - Especialista 4 de missió

### Procés del transbordador

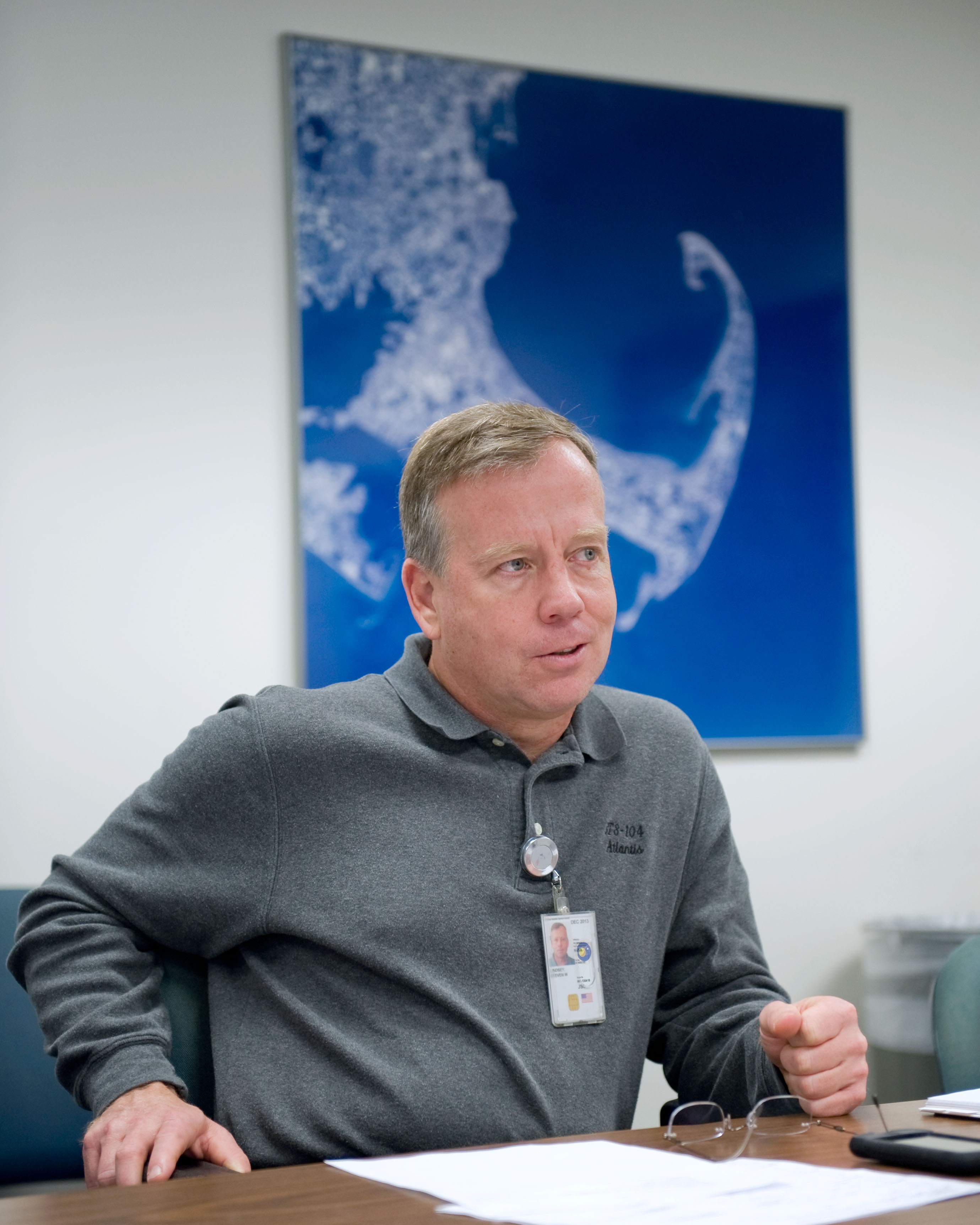
Steven W. Lindsey, Comandant veterà del Transbordador Espacial.

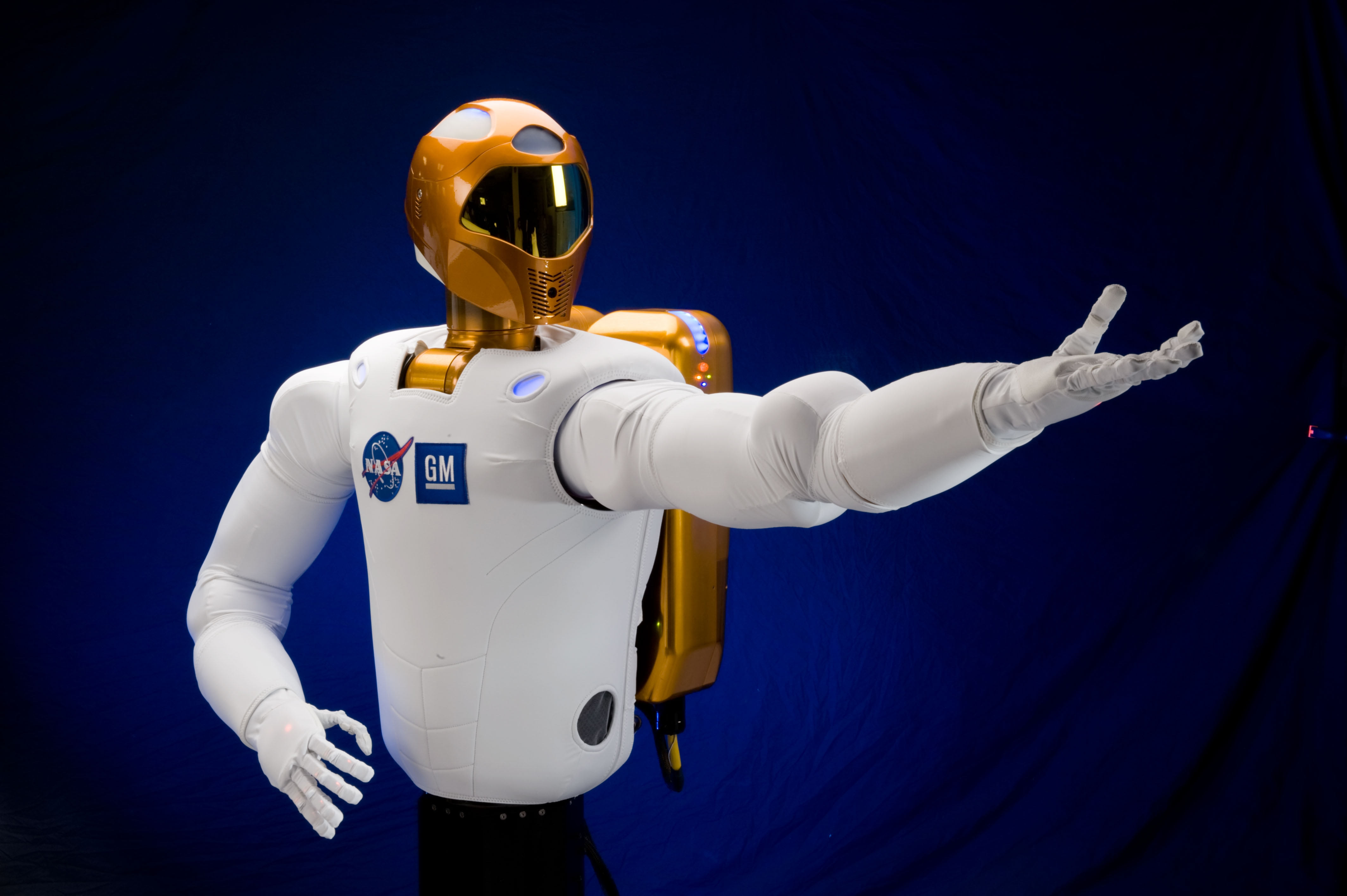
Robonaut 2, serà el primer robot humanoide a visitar l'estació espacial internacional.

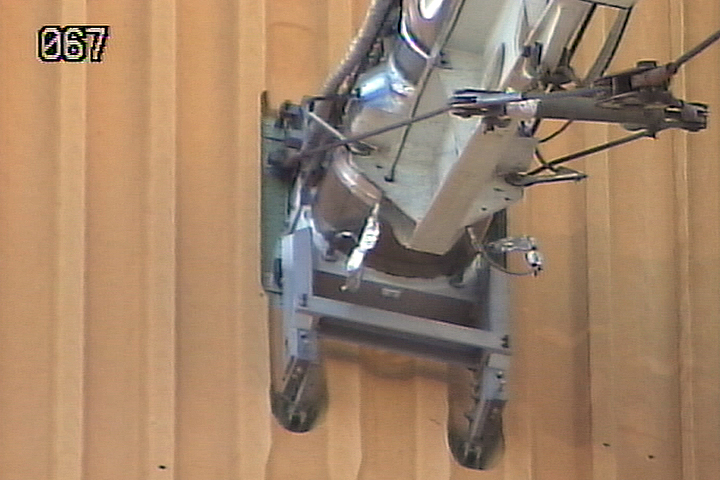
Fotografia presa a l'ET de Discovery al GUCP on es van trobar les fuites de combustible.

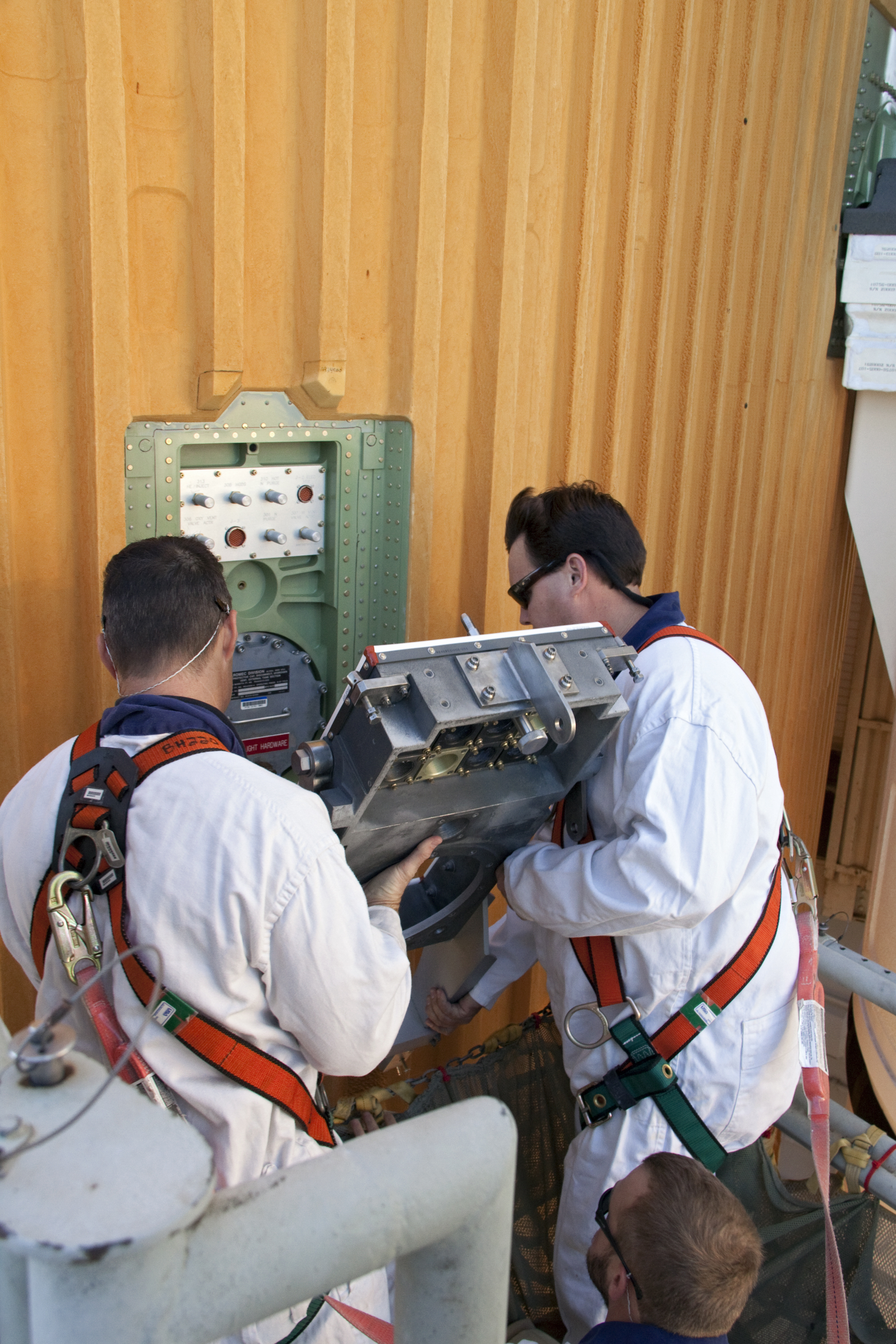
Els tècnics comencen a instal·lar un nou GUCP al External Tnak de Discovery.

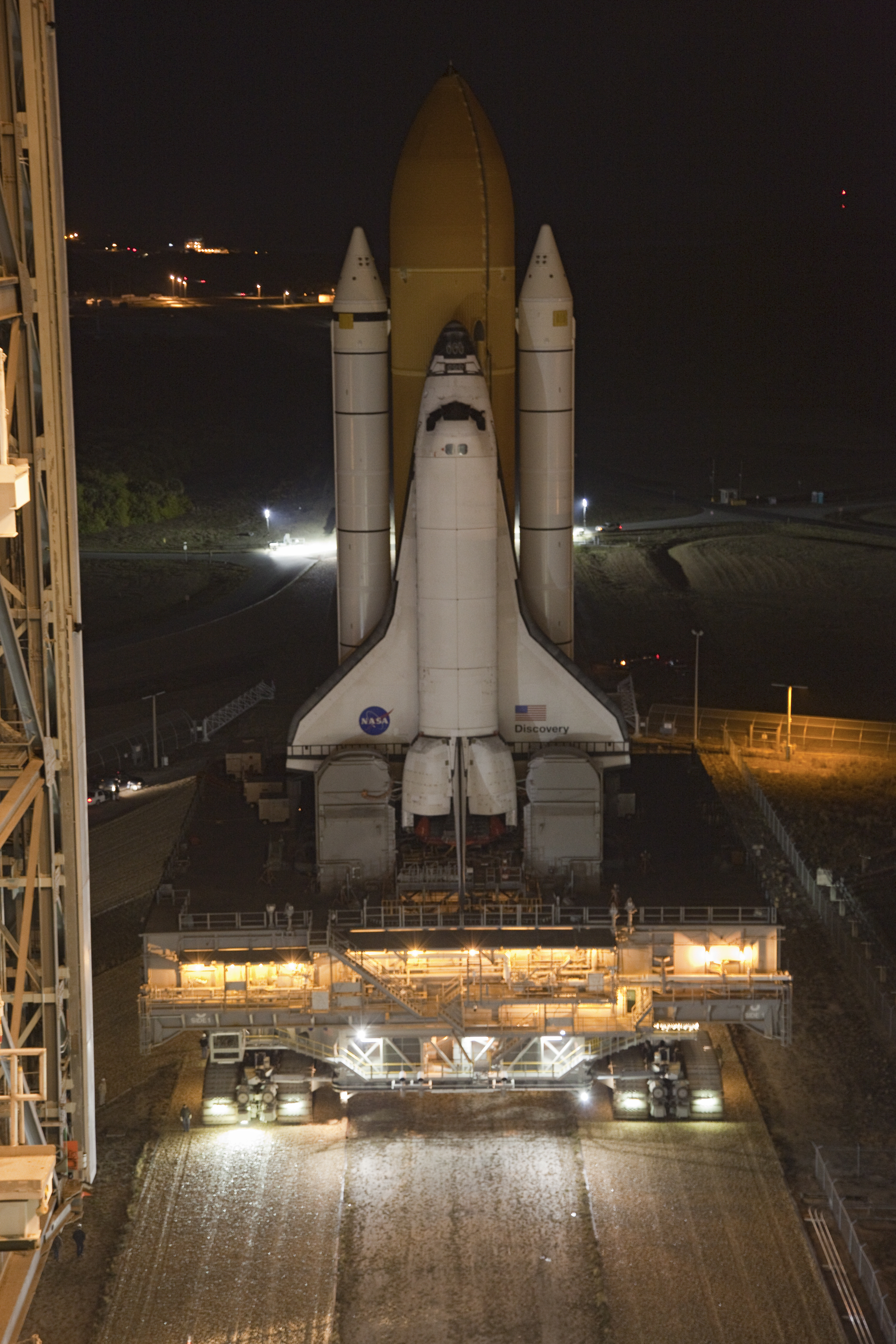
El Discovery, fa el seu ingrés al VAB, de tornada des de la Plataforma LC-39A.

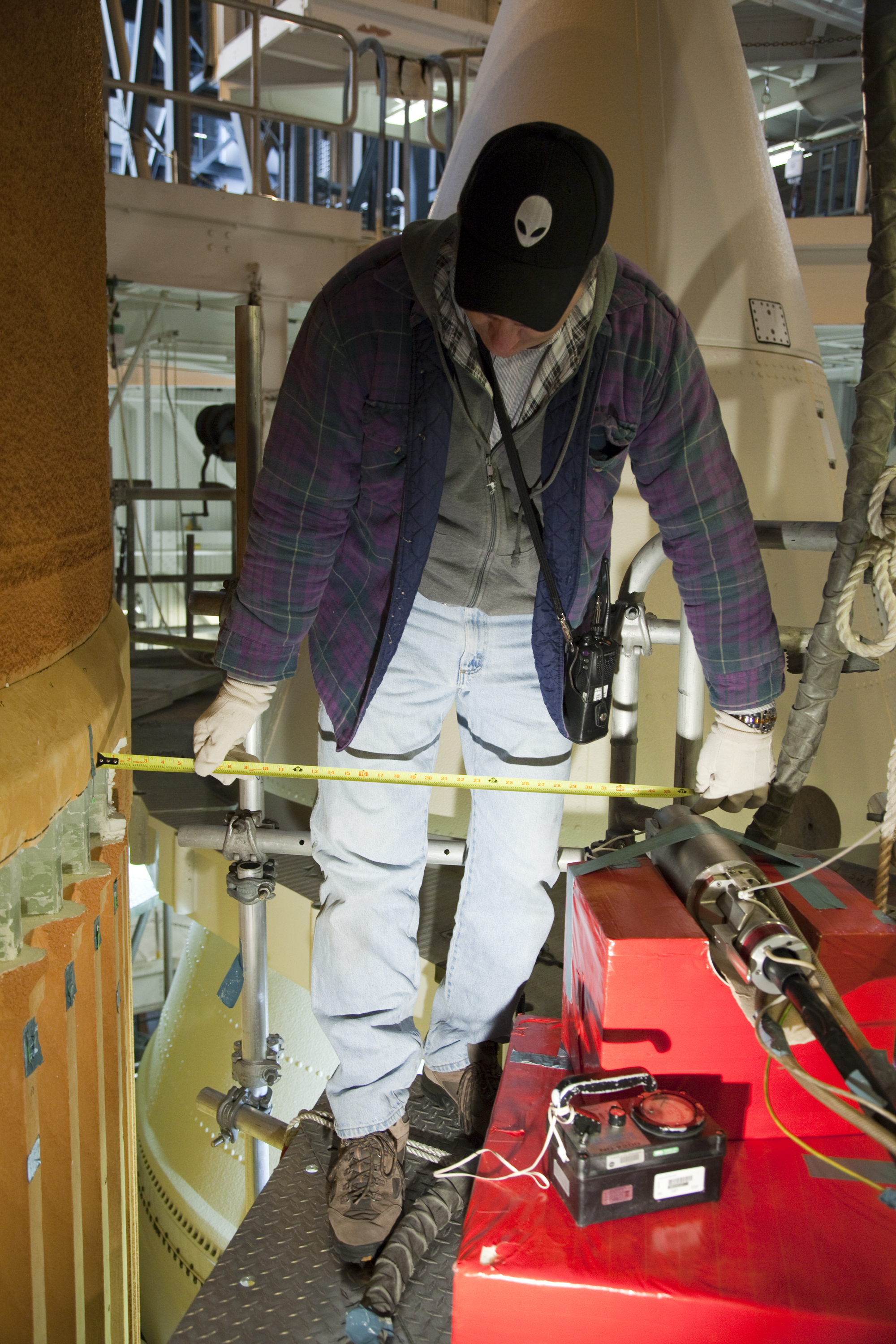
Un tècnic de l'equip és fotografiat mentre procedeix a scanear el tanc emprant raigs X.

### Test de Recompte i Demostració Terminal (TCDT)

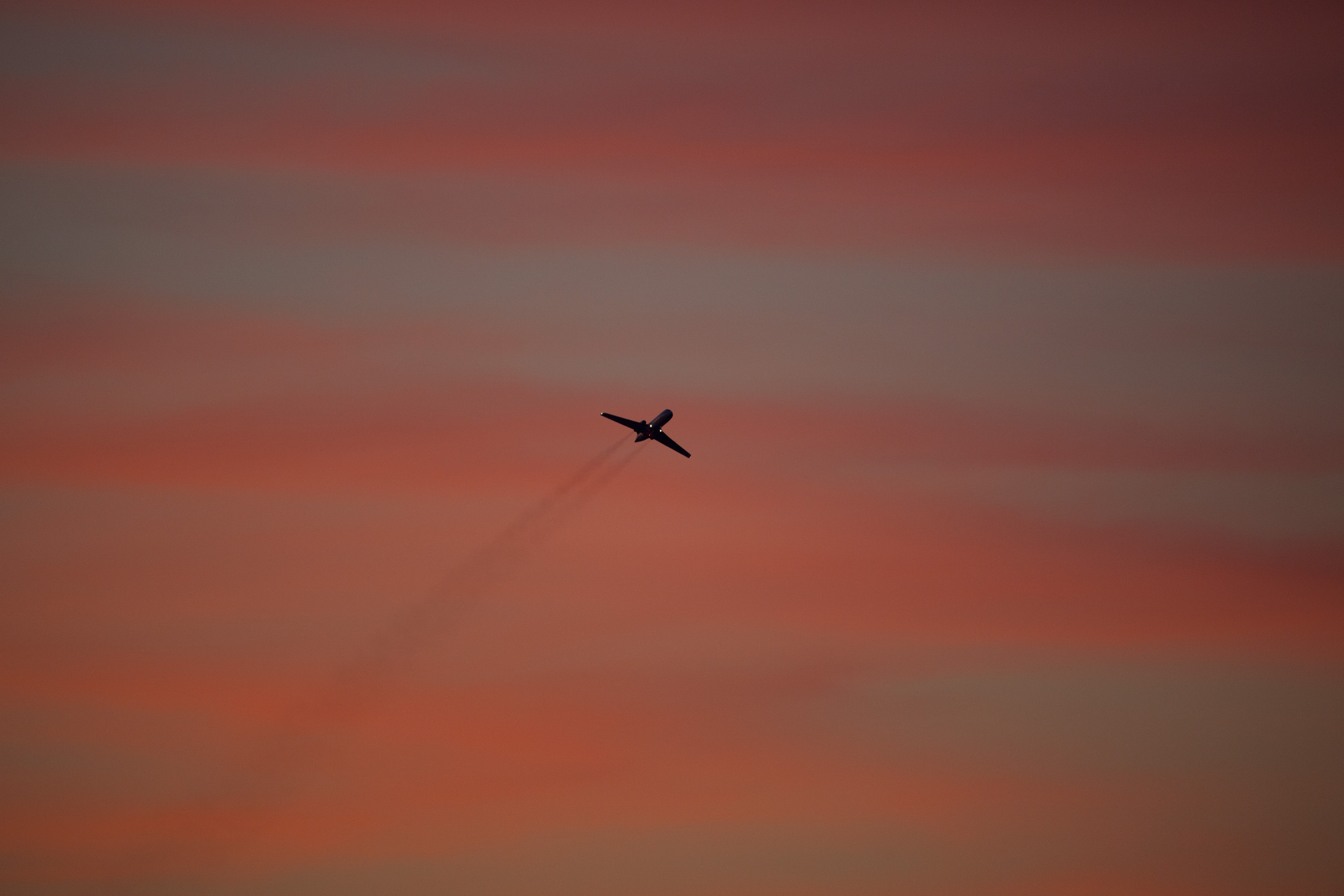
Steve Lindsey i Eric Boe Realitzar maniobres de Touch and go al cel sobre el complex SLF (Shuttle Landing Facility) de KSC.

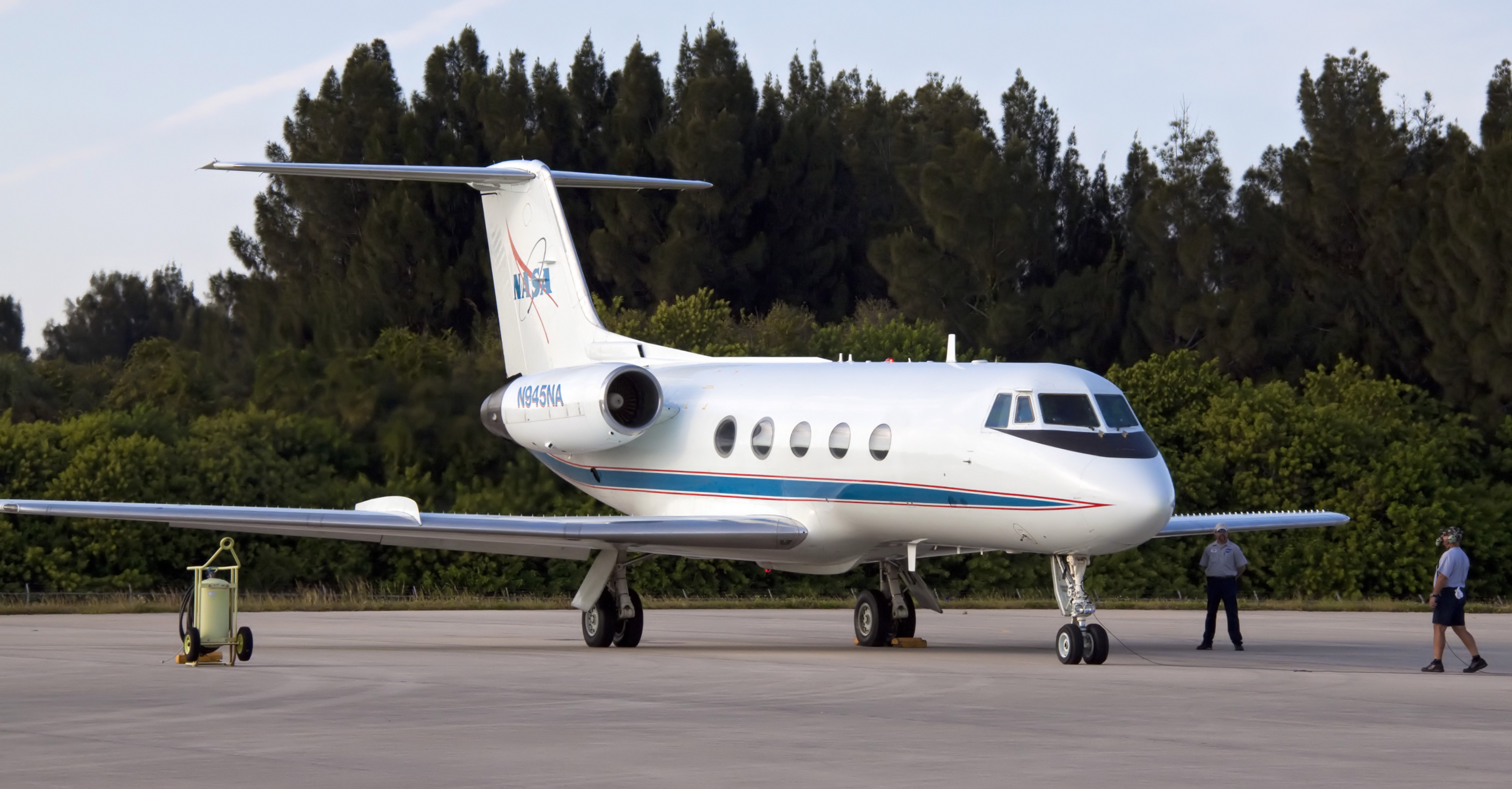
El Gulfstream II, aterra a KSC portant als astronautes de la STS-133.